# Vauban-Museum

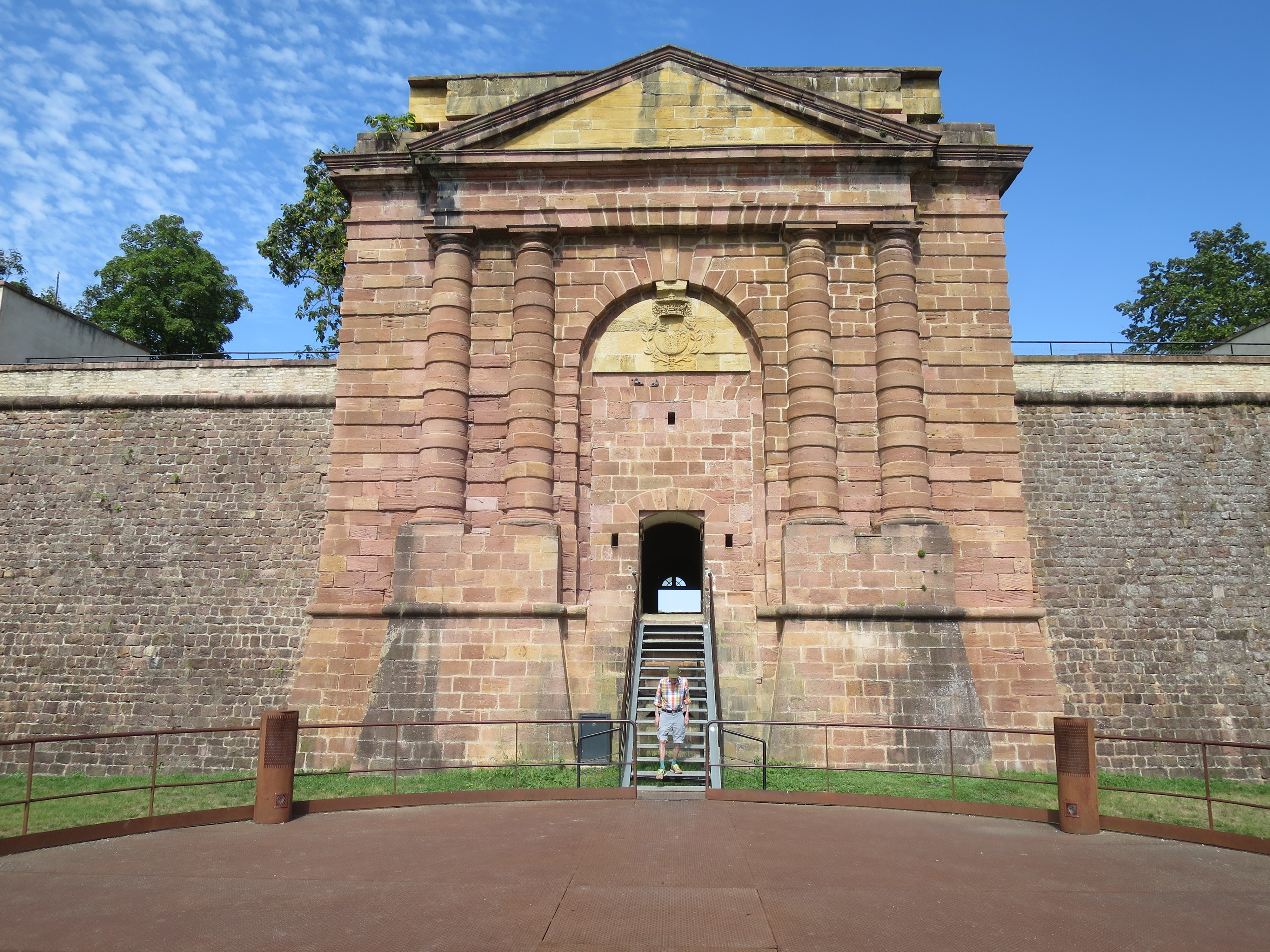
Außenseite des Belfort-Tors

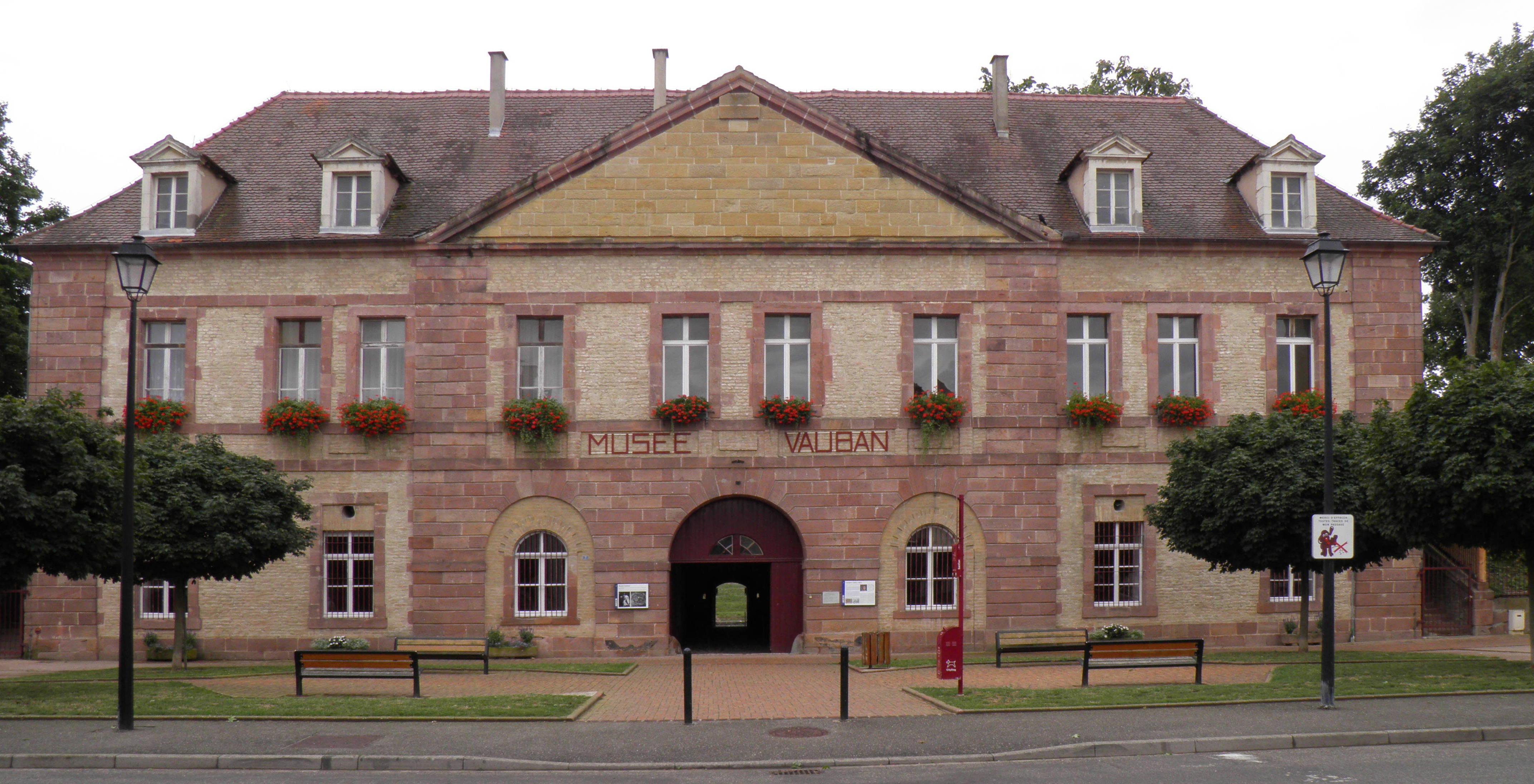
Stadtseite des Belfort-Tors mit Vauban-Museum

Das Vauban-Museum (Musée Vauban) in Neuf-Brisach (deutsch: Neubreisach) im französischen Département Haut-Rhin ist dem Festungsbaumeister Sébastien Le Prestre de Vauban, seinem Werk und der Stadtgeschichte gewidmet. Die Festungsanlagen von Vauban sind heute zu einer Welterbestätte zusammengefasst, zu denen auch die Stadtbefestigung von Neubreisach gehört.

## Geografische Lage
Das Museum ist im Erdgeschoss des Belfort-Tors (Porte de Belfort) der Stadtbefestigung von Neubreisach untergebracht.

## Gebäude und Geschichte
Das Belfort-Tor wurde 1699/1700 von dem Baumeister Jean-Baptiste de Régemorte errichtet. Den stadtseitigen Gebäudeteil entwarf Jacques Tarade, die grabenseitige Westfassade Jules Hardouin-Mansart. Das Gebäude diente ab 1701 zunächst als erste Wohnung des Stadtkommandanten, später wohnten hier bis 1772 hohe Offiziere. Ab 1791 war in dem Gebäude der Kommandant der Pioniere und deren Büro untergebracht, eine Funktion, die bis 1832 bestand. Anschließend diente es als Offizierskasino, auch in der Zeit, als das Elsass von 1871 bis 1918 zu Deutschland gehörte. Dann zog wieder französisches Militär ein. Nach dem Zweiten Weltkrieg hatte das Militär kein Interesse mehr an der Festung, deren Bauten der Stadt Neuf-Brisach übertragen wurden. Damals war das Belfort-Tor das einzig unversehrte Gebäude der Festungsanlage. Hier wurde das Museum 1957 eingeweiht. In Folge der Aufwertung durch den Eintrag in die Welterbeliste der UNESCO 2008 wurde das Museum technisch mit Videoprojektionen, Touchscreens und einem Funktionsmodell der Festung Neubreisach teilweise modernisiert.

## Ausstellung

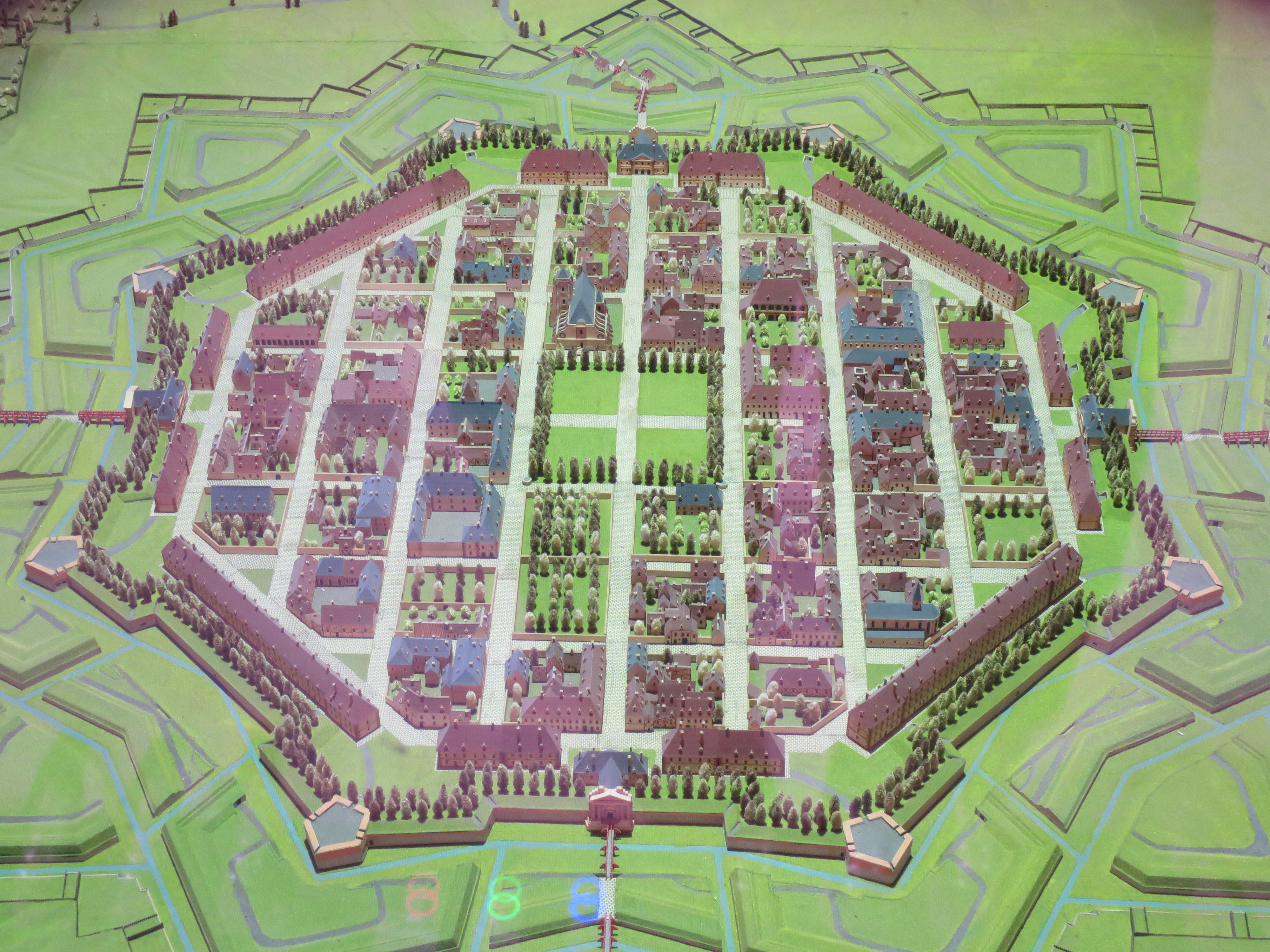
Modell der Festung Neubreisach im Vauban-Museum

Das Museum verfügt nur über drei Ausstellungsräume, zwei südlich und einer nördlich der ehemaligen Tordurchfahrt gelegen. In den beiden südlichen Räumen geht es um das Werk von Sébastien de Vauban, die Funktion der Festungsanlage Neubreisach und den Welterbe-Status der Anlage. Der nördliche Raum ist der historischen Entwicklung der Festung Neubreisach gewidmet.
Im südlichen Bereich wird ein Modell der Stadt gezeigt, das mehrsprachig und mit einer Lichtanimation, Bau, Architektur und Funktion der Festung Neubreisach erklärt. Das Modell wurde aufgrund des im Musée des Plans-Reliefs im Hôtel des Invalides in Paris hinterlegten Originalplans geschaffen.
Der nördliche Raum zeigt Festungspläne und Dokumente zu den Bautechniken, Pläne der Stadt, der vier Tore, des Zeughauses, der Kasernen und der Kirche St. Ludwig der Festung. Weiter sind hier Fotos und Dokumente zur Belagerung von Neuf-Brisach im Deutsch-Französischen Krieg 1870 und aus dem Zweiten Weltkrieg zu sehen. Der nördliche Ausstellungsraum befindet sich offensichtlich noch weitgehend in dem Zustand der Eröffnung des Museums 1957.